# Souvodol (Brod)
Souvodol (en macédonien Суводол) est un village de l'ouest de la Macédoine du Nord, situé dans la municipalité de Makedonski Brod. Le village comptait 207 habitants en 2002.

## Démographie
Lors du recensement de 2002, le village comptait :
- Macédoniens : 43